# Trimeresurus fasciatus
Espèce
Synonymes
- Lachesis fasciatus Boulenger, 1896
- Cryptelytrops fasciatus (Boulenger, 1896)

Trimeresurus fasciatus est une espèce de serpents de la famille des Viperidae.

## Répartition
Cette espèce est endémique de l'île Tanahdjampea en Indonésie.

## Description
C'est un serpent venimeux.

## Publication originale
- Boulenger, 1896 : Descriptions of new reptiles and batrachians obtained by Mr. Alfred Everett in Celebes and Jampea. Annals and Magazine of Natural History, ser. 6, vol. 18, p. 62-64 (texte intégral).